# Vincenza Pasini
Vincenza Pasini (Sovizzo, 1356 – Vicenza, 1431) è stata una contadina italiana che, secondo la tradizione, sarebbe diventata una veggente in seguito a due apparizioni della  Madonna che l'avrebbero in seguito portata ad avviare la costruzione del Santuario di Monte Berico a Vicenza, luogo di culto e contemplazione molto famoso.

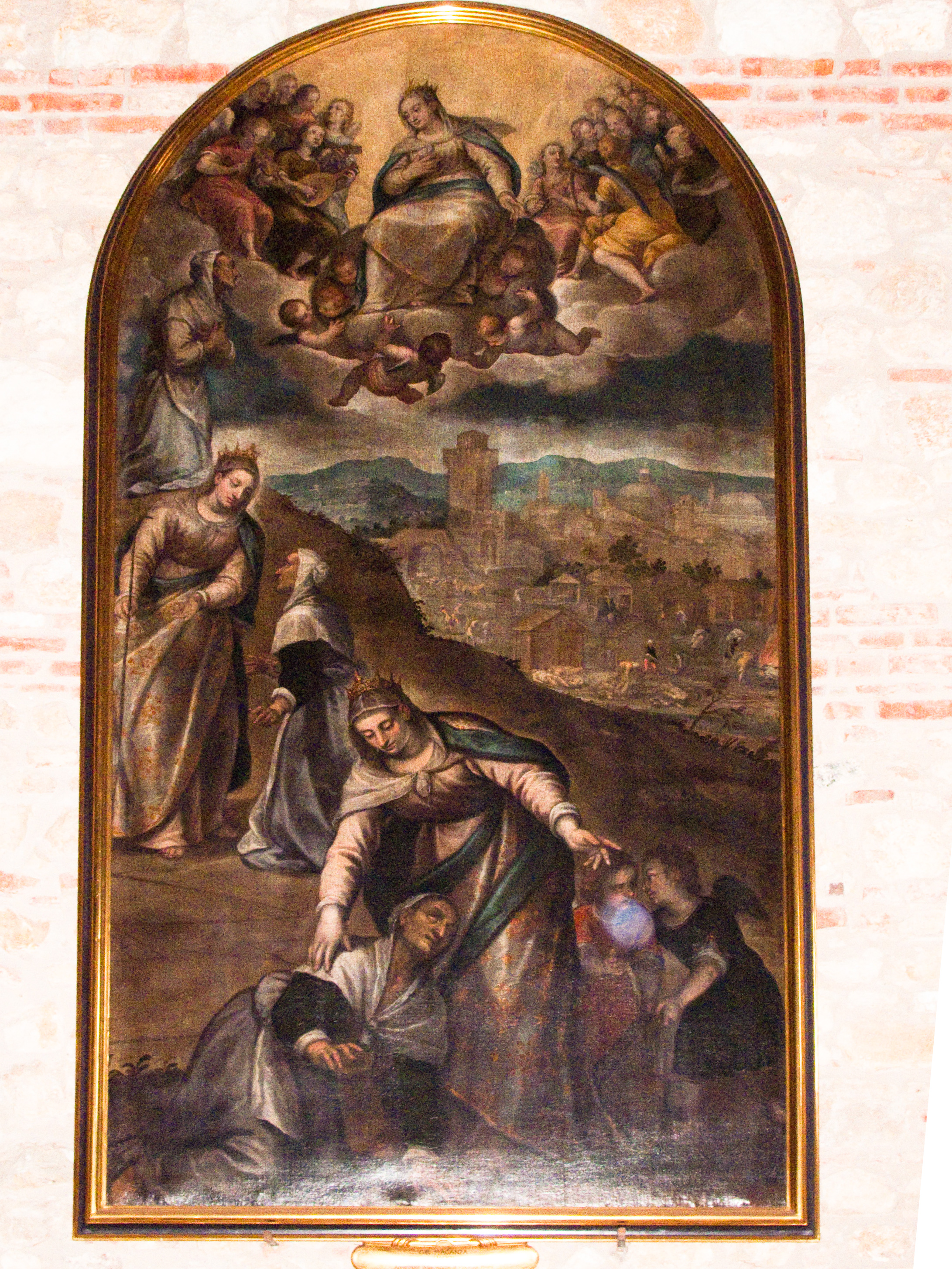
Chiesa di San Giorgio in Gogna a Vicenza, La Madonna appare a Vincenza Pasini e protegge i vicentini dalla peste, Pala di Giambattista Maganza il Giovane.

Per questo motivo, è una figura molto importante per la storia popolare del comune di Sovizzo, paesino che le diede i natali, e per la città di Vicenza.

## Biografia
Donna Vincenza nasce a Sovizzo nel 1356. Dopo essersi sposata, si trasferisce prima a Montemezzo, frazione del comune di Sovizzo, e successivamente a Vicenza, per seguire il marito, che lavorava come falegname.
Nel 1426 e nel 1428 avrebbe avuto due apparizioni della Madonna, negli anni in cui in città imperversa la peste (1404-1428).
Donna Vincenza muore a Vicenza nel 1431, e viene sepolta nel cimitero vicino alla chiesa di Santa Caterina, per poi essere trasportata nel 1810 sotto la cripta dell'altare di Monte Berico, dove riposa tuttora.

### Le apparizioni

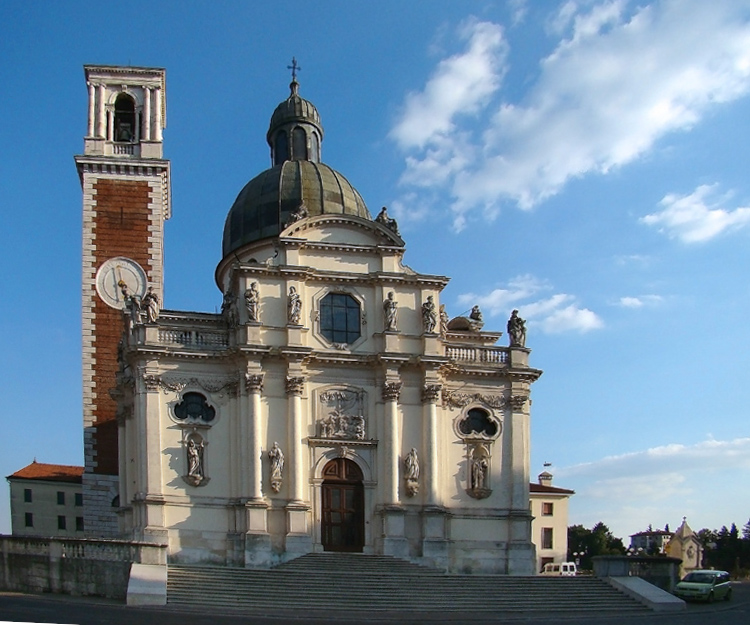
Santuario della Madonna di Monte Berico

Secondo la tradizione, a donna Vincenza si deve la costruzione del Santuario della Madonna di Monte Berico, eretto in onore di Maria, dopo che questa le sarebbe apparsa due volte.

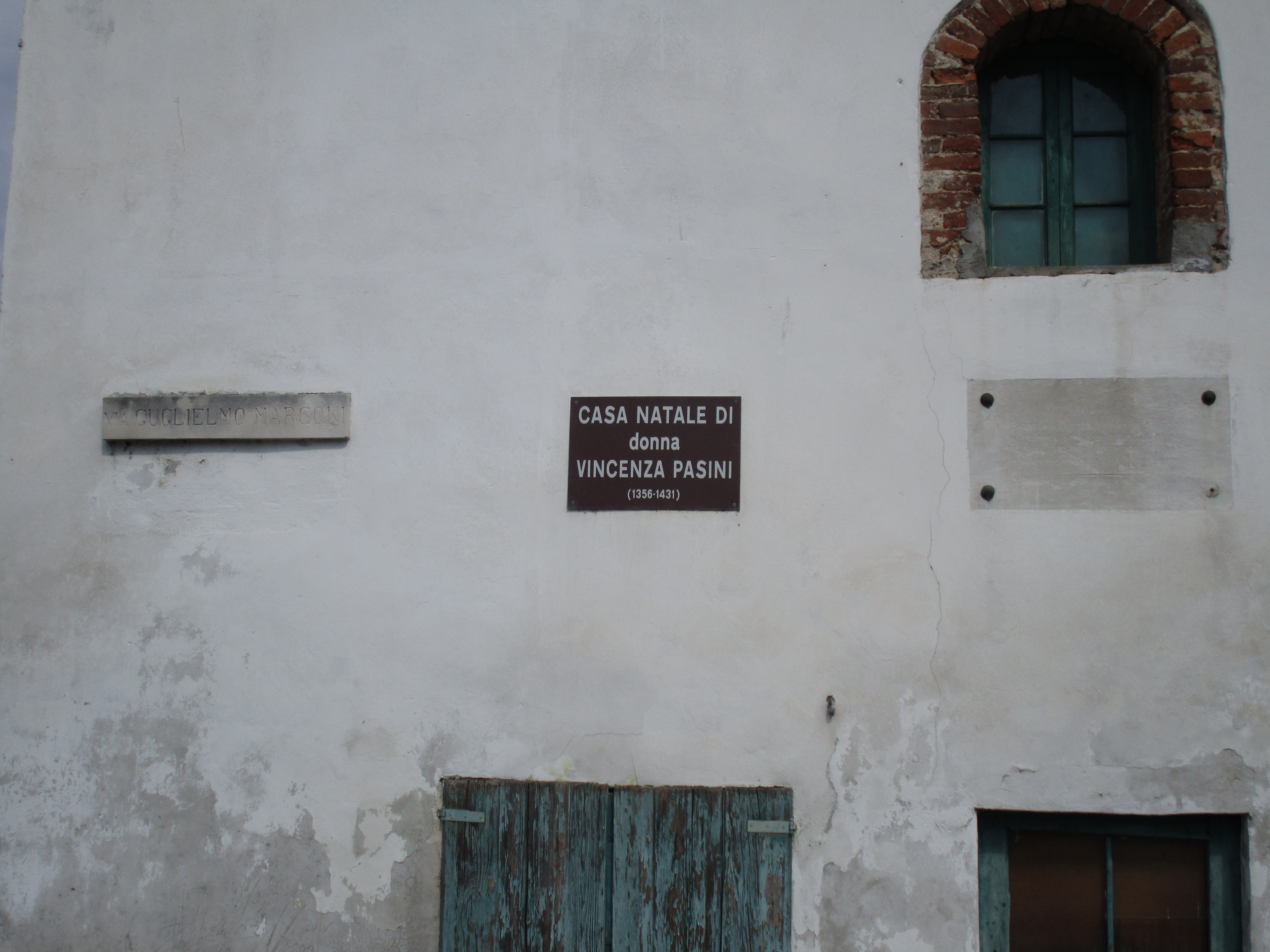
Targa nella casa natale di Donna Vincenza Pasini in via Guglielmo Marconi a Sovizzo

La prima apparizione sarebbe avvenuta il 7 marzo 1426, mentre la donna si recava dal marito che lavorava in un vigneto a Monte Berico. In quell'occasione, la Madonna le avrebbe detto di far costruire una chiesa in suo onore sulla sommità del monte. Se ciò fosse stato fatto, la città sarebbe stata liberata dalla peste. I cittadini non credettero a Vincenza, e la peste continuò a mietere vittime.
La seconda apparizione sarebbe avvenuta due anni dopo, il 1º agosto 1428. Questa volta la donna venne creduta, e in pochi giorni fu iniziata la costruzione del santuario. Come promesso dalla Madonna, la peste diminuì, fino a scomparire del tutto nel 1430 in concomitanza con la fine dei lavori.
Ancora oggi gli abitanti del comune di Sovizzo si recano in pellegrinaggio a Monte Berico, per ringraziare donna Vincenza e soprattutto la Madonna di Monte Berico, patrona della città di Vicenza. Il 25 agosto 2000, in occasione del Giubileo del 2000, il comune di Sovizzo, per ricordare la vicenda legata a donna Vincenza, ha apposto una lapide sulla sua casa natale, ubicata al numero 32 di quella che è oggi la via Guglielmo Marconi.